# Newbury (Berkshire)
Newbury és un market town al comtat de Berkshire, Anglaterra, centre administratiu al  unitary authority de West Berkshire. Juntament amb la ciutat contigua de Thatcham, Newbury forma la part principal d'una àrea urbana d'unes 70.000 persones.

## Persones notables
- Francis Baily - (1774–1844) - astrònom.
- Gerald Finzi (1901–1956) - compositor i fundador dels Newbury String Players.
- Sir Michael Hordern (1911-1995) - actor.
- William Marshal "The Marshal" (1147–1219) -cavaller medieval.
- Guillem de Newbury - Abat del segle XII d'Abingdon.
- Theo Walcott - futbolista, inicialment de l'AFC Newbury.
- Sir Frank Williams - gerent de la Fórmula 1, va fundar l'equip WilliamsF1.